# Peter Bjorn and John
Peter Bjorn and John — шведская инди-рок группа, образованная в Стокгольме в 1999 и названный в честь имен текущих участников группы: Петер Морен, Бьёрн Иттлинг и Йон Эрикссон.
Группа хорошо известна благодаря своему синглу «Young Folks», записанному совместно с Викторией Бергсман из The Concretes. Сингл входил в Топ-20 Британского хит-парада. Сингл вошёл в саундтреки к фильму «Двадцать одно», сериалу «Блудливая Калифорния», игре FIFA 08, второму эпизоду телесериала «Путешественник», 14 эпизоду 2 сезона телесериала «Как я встретил вашу маму» и пилотной серии телесериала «Сплетница». Сингл «Young Folks» звучит также в молодёжной музыкальной комедии «Бэндслэм» в качестве школьного проекта Уилла Бартона. Песня «Second Chance» является заставкой к сериалу «Две девицы на мели». Журнал NME назвал сингл как вторую лучшую песню 2006 года.

## Состав
- Петер Морен — вокал, гитара и гармоника
- Бьёрн Иттлинг — бас-гитара, клавишные и вокал
- Йон Эрикссон — барабаны, ударные и вокал

## Дискография

### Альбомы
- Peter Bjorn and John (2002)
- Falling Out (2004)
- Writer’s Block (2006) (FLA N 90, UK N 68, US N 114)
- Seaside Rock (2008)
- Living Thing (2009) (UK N 162, US N 92)
- Gimme Some (2011)
- Breakin' Point (2016)
- Darker Days (2018)
- Endless Dream (2020)

### Мини-альбомы (EP)
| Год  | Мини-альбом                                                       | Высшая позиция в чарте |
| Год  | Мини-альбом                                                       | ШВЕ                    |
| ---- | ----------------------------------------------------------------- | ---------------------- |
| 2001 | Forbidden Chords                                                  | —                      |
| 2003 | (I Just Wanna) See Through/Say Something Else (вместе с Spearmint | —                      |
| 2003 | 100 m of Hurdles                                                  | —                      |
| 2004 | Beats Traps and Backgrounds                                       | 45                     |

### Синглы
| Год  | Сингл                       | Высшая позиция | Высшая позиция | Высшая позиция | Высшая позиция | Высшая позиция | Высшая позиция | Высшая позиция | Высшая позиция | Высшая позиция | Альбом         |
| Год  | Сингл                       | SWE            | AUS            | CAN            | FIN            | IRE            | NED            | UK             | US             | US Mod         | Альбом         |
| ---- | --------------------------- | -------------- | -------------- | -------------- | -------------- | -------------- | -------------- | -------------- | -------------- | -------------- | -------------- |
| 2004 | Beats Traps and Backgrounds | 45             | —              | —              | —              | —              | —              | —              | —              | —              |                |
| 2006 | Young Folks                 | —              | 42             | 26             | 9              | 24             | 75             | 13             | 110            | 22             | Writer's Block |
| 2006 | Let's Call It Off           | —              | —              | —              | —              | —              | —              | 130            | —              | —              | Writer's Block |
| 2007 | Objects of My Affection     | —              | —              | —              | —              | —              | —              | —              | —              | —              | Writer's Block |
| 2009 | Nothing to Worry About      | —              | —              | —              | —              | —              | —              | —              | —              | —              | Living Thing   |
| 2009 | Lay It Down                 | —              | —              | —              | —              | —              | —              | —              | —              | —              | Living Thing   |
| 2009 | It Don’t Move Me            | —              | —              | —              | —              | —              | —              | —              | —              | —              | Living Thing   |
| 2011 | Second Chance               | —              | —              | —              | —              | —              | —              | —              | —              | —              | Gimme Some     |

### Сборки
- Acoustic 07 (2007, V2 Records)